# Pseudomyrmex pictus
Pseudomyrmex pictus es una especie de hormiga del género Pseudomyrmex, subfamilia Pseudomyrmecinae. Esta especie fue descrita científicamente por Stitz en 1913.

## Distribución
Se encuentra en Bolivia, Brasil, Colombia y Perú.